# Rapina al Banco Central
Rapina al Banco Central è una miniserie televisiva su Internet prodotta da Brutal Media per Netflix. Tratta dal libro Asalto al Banco Central di Mar Padilla, pubblicato nel 2023, è stata presentata in anteprima su Netflix l'8 novembre 2024.

## Trama
Barcellona, 23 maggio 1981. Sono passati esattamente tre mesi dal tentativo di colpo di Stato al Congresso dei Deputati quando undici uomini incappucciati entrano nella sede del Banco Central di Barcellona. I banditi tengono in ostaggio 300 persone all'interno della banca e minacciano di eliminarle se il governo non accetterà di liberare il colonnello. Antonio Tejero e altri funzionari partecipanti al tentato colpo di Stato. Se non verranno accettate le loro richieste uccideranno cinque ostaggi ogni ora. 

## Produzione
Nell'ottobre 2023 Netflix ha annunciato di aver iniziato le riprese di una miniserie sull'assalto alla Banca Centrale di Barcellona, Asalto al Banco Central, con la quale riprende tematica e attori della serie di successo La casa di carta.